# بحيرة الدردار
بحيرة الدردار، هي بحيرة تقع في جنوب داكوتا في الولايات المتحدة. نهر الدردار مأخوذ اسمه من نهر الدردار المجاور 